# Fra Storstads-Teatrets Kulisser
Fra Storstads-Teatrets Kulisser er en dansk stumfilm fra 1912 produceret af Filmfabrikken Skandinavien. Filmens instruktør er ukendt.
Filmen havde dansk premiere den 26. september 1912 i i Filmfabrikkens egen biograf Biorama og i Kæmpebiografen.

## Handling
Denne artikel mangler et handlingsreferat. Hjælp os med at skrive det.